# Шевен
Шеве́н (фр. Chevennes) — коммуна во Франции, находится в регионе Пикардия. Департамент коммуны — Эна. Входит в состав кантона Марль. Округ коммуны — Вервен.
Код INSEE коммуны — 02182.

## Население
Население коммуны на 2010 год составляло 142 человека.
| 1962 | 1968 | 1975 | 1982 | 1990 | 1999 | 2010 |
| ---- | ---- | ---- | ---- | ---- | ---- | ---- |
| 194  | 157  | 132  | 146  | 136  | 155  | 142  |

## Экономика
В 2010 году среди 88 человек трудоспособного возраста (15—64 лет) 58 были экономически активными, 30 — неактивными (показатель активности — 65,9 %, в 1999 году было 63,2 %). Из 58 активных жителей работали 48 человек (32 мужчины и 16 женщин), безработных было 10 (4 мужчины и 6 женщин). Среди 30 неактивных 8 человек были учениками или студентами, 8 — пенсионерами, 14 были неактивными по другим причинам.